# Nana Kitade
Nana Kitade (jap. 北出 菜奈 Kitade Nana; ur. 2 maja 1987 w Sapporo, w prefekturze Hokkaido) – japońska piosenkarka i twórczyni tekstów. Odniosła sukces jako artystka solowa, modelka, aktorka i projektantka mody. 
Kitade jest szczególnie znana ze swoich piosenek do anime, programów telewizyjnych, TV dram i filmów. Znalazła się kilkakrotnie na okładce magazynu Gothic & Lolita Bible, jak również czasopism NEO i Kera. Wydała trzy solowe albumy, trzy minialbumy, dwanaście singli i jedną kompilację. Koncertowała w Azji, Europie i Ameryce Północnej.
Jej droga ku muzyce zaczęła się w wieku 3 lat, kiedy nauczyła się już grać na pianinie. W wieku lat 14 nauczyła się grać na gitarze.

## Dyskografia

### Single
- Kesenai Tsumi (消せない罪) [29.10.2003]

1. Kesenai Tsumi (消せない罪 – Indeliable Sin)
2. Shunkan (瞬間 – Moment)
3. Iryuuhin (遺留品 – Things Left Behind)
4. Kesenai Tsumi (消せない罪) ～Instrumental～

- Kesenai Tsumi ~raw “breath” track~ (消せない罪 ~raw “breath” track~) [3.12.2003]

1. Kesenai Tsumi ~raw “breath” track~ (消せない罪　~raw“breath”track~)
2. Shunkan (瞬間) ~raw “pain” track~
3. Kesenai Tsumi (消せない罪) ~raw “breath” track~ ～Instrumental～

- Utareru Ame(撃たれる雨) [4.02.2004]

1. Utareru Ame (撃たれる雨 – Defeating Rain)
2. Akai Hana (赤い花 – Red Flower)
3. Utakata (泡沫 – Transient)
4. Utareru Ame (撃たれる雨) ～raw “break” track～

- HOLD HEART [July 22, 2004]

1. HOLD HEART
2. blue butterfly

- pureness/Nanairo (pureness／七色) [17.11.2004]

1. pureness
2. Nanairo (七色 – Seven Colours)
3. pureness ～Instrumental～
4. Nanairo (七色) ～Instrumental～

- KISS or KISS [June 1, 2005]

1. KISS or KISS
2. Chouhatsu GIRL (挑発ガール – Provoking Girl)
3. KISS or KISS ～Instrumental～

- Kanashimi no Kizu (悲しみのキズ) [20.07.2005]

1. Kanashimi no Kizu (悲しみのキズ – Scar of Sadness)
2. Call me
3. Kanashimi no Kizu (悲しみのキズ) ～Instrumental～

- SLAVE of KISS [8.02.2006]

1. KISS
2. KISS wo Kudasai (キスを下さい – A Kiss, Please)
3. KISS or KISS ～English version～
4. Sweet frozen kiss

- Kibou no Kakera (希望のカケラ) [4.10.2006]

1. Kibou no Kakera (希望のカケラ – Pieces of Hope)
2. This is a GIRL
3. Kibou no Kakera (希望のカケラ) ～Instrumental～

- Antoinette Blue (アントワネットブルー) [5.09.2007]

1. Antoinette Blue (アントワネットブルー)
2. Wish in the blood
3. Kami-sama Hitotsu Dake (神様ひとつだけ – Only One God)
4. Antoinette Blue (アントワネットブルー) ～D. Gray-man Ending Ver.～
5. Antoinette Blue (アントワネットブルー) ～Instrumental～

- SUICIDES LOVE STORY [5.03.2008]

1. SUICIDES LOVE STORY
2. Setsuna no Kizuna (刹那の絆 – Bond of the Moment)
3. Tsuiraku (墜落 – Crash)
4. SUICIDES LOVE STORY ～Instrumental～

- Siren (サイレン) [26.03.2008]

1. Siren (サイレン)
2. My treasure
3. Siren (サイレン) ～Instrumental～
4. My treasure ～Instrumental～

- PUNK&BABYs [23.07.2008]

1. PUNK&BABYs
2. Lamia
3. Kesenai Tsumi・PUNK&BABYs (消せない罪・PUNK&BABYs) ～AIR GUITAR MIX～
4. PUNK&BABYs ～Instrumental～

- 月華-tsukihana [4.02.2009]

1. 月華-tsukihana- (Moonflower)
2. Kagami no Kuni no ARIA (鏡の国のアリア – Mirrorland's Aria)
3. MANON (マノン)
4. 月華-tsukihana- ～地獄少女 三鼎 オープニングVer.～ (Jigoku Shoujo Mitsuganae Opening Ver.)
5. 月華-tsukihana- ～Instrumental～

### Albumy
- 18 -eighteen- [24.08.2005]
- Cutie Bunny ~Nana-teki Rock daisakusen ♥ Codename wa C.B.R.~ (jap. Cutie Bunny ～菜奈的ロック大作戦・コードネームはC.B.R.～) [12.07.2006]
- I scream [6.12.2006]
- Berry Berry Singles [14.11.2007]
- Bondage [11.03.2009]

### Jako Loveless
- Ai to Hate (Love and Hate) [10.06.2011]

1. Swallowtail
2. Ai to Hate (Love and Hate)
3. Gensoumamire (Fantasy Covered)
4. Jabberwocky
5. Snow Hell